# Thomas Berkhout
Thomas Berkhout (* 22. November 1984 in Delft) ist ein ehemaliger niederländischer Radrennfahrer.

## Sportliche Laufbahn
Thomas Berkhout begann seine internationale Karriere 2003 bei dem niederländischen Radsportteam Van Vliet-EBH-Gazelle. Im Jahr 2006 wurde er Sechster in der Gesamtwertung der Olympia’s Tour, Vierter der Hel van het Mergelland und Zweiter bei der U23-Ausgabe der Flandern-Rundfahrt. 2007 wechselte Berkhout zu Rabobank Continental und gewann für diese Mannschaft die Gesamtwertung der Olympia’s Tour. Im Jahr 2008 wurde er mit seinem Team niederländischer Meister im Mannschaftszeitfahren. Bei der Normandie-Rundfahrt wurde er 2008 und 2009 jeweils Zweiter der Gesamtwertung. Am Ende der Saison 2009 fuhr er als Stagiaire beim Professional Continental Team Vacansoleil erhielt jedoch keinen regulären Vertrag für 2010. In seiner letzten internationalen Saison 2010 belegte er – wieder für das Team Van Vliet – Platz vier im Batavus Prorace.

## Erfolge
2007
- Gesamtwertung Olympia’s Tour

2008
- Niederländischer Meister – Mannschaftszeitfahren

2009
- Mannschaftszeitfahren Olympia’s Tour